# سد فنگمن
سد فنگمن (به لاتین: Fengman Dam) یک سد و نیروگاه برقابی در چین است که در Jilin City, Jilin Province واقع شده‌است.